# اوستربیک
اوستربیک (به هلندی: Oosterbeek) یک روستا و cadastral populated place in the Netherlands در هلند است که در Renkum واقع شده‌است.

## نگارخانه

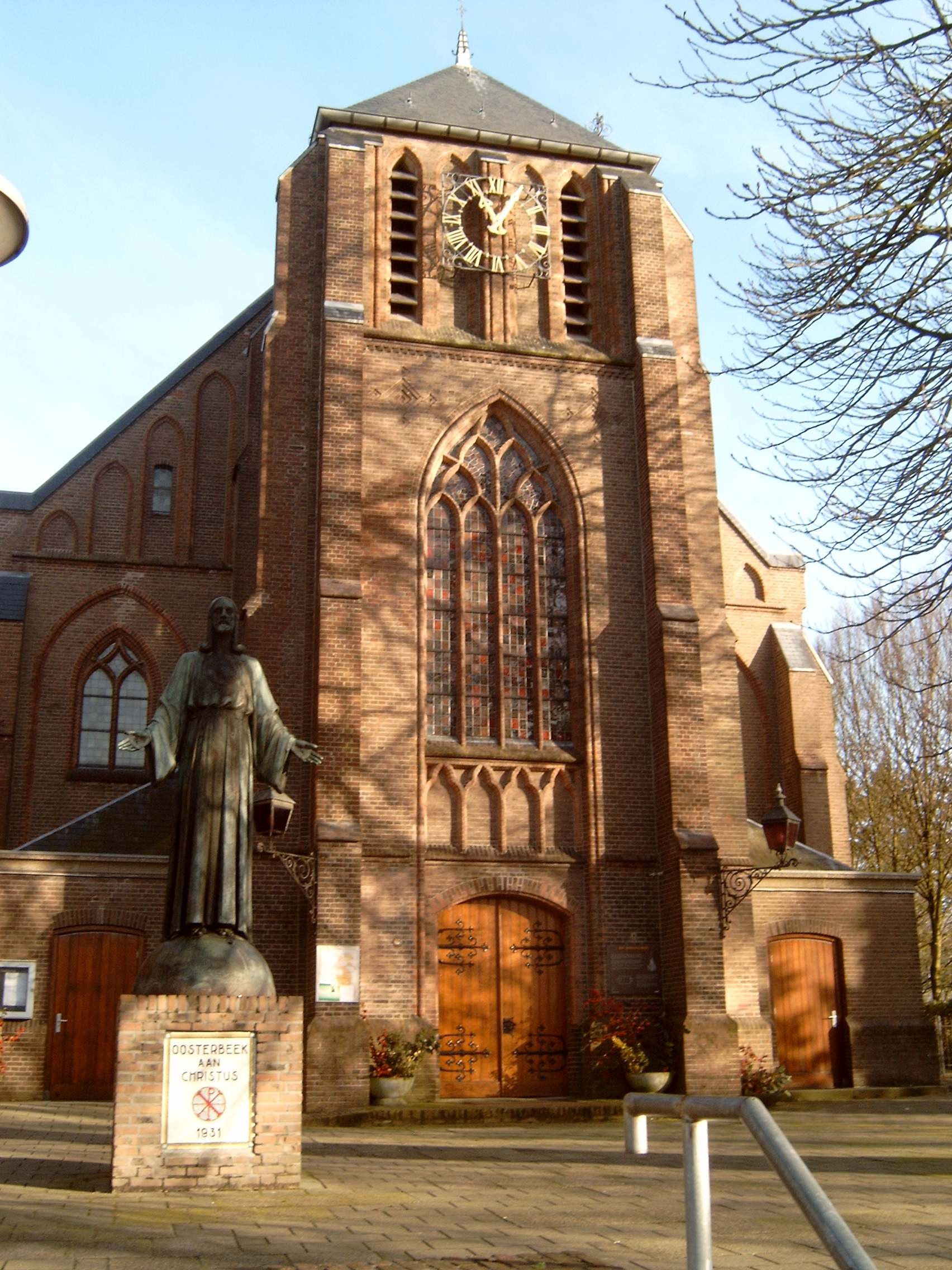
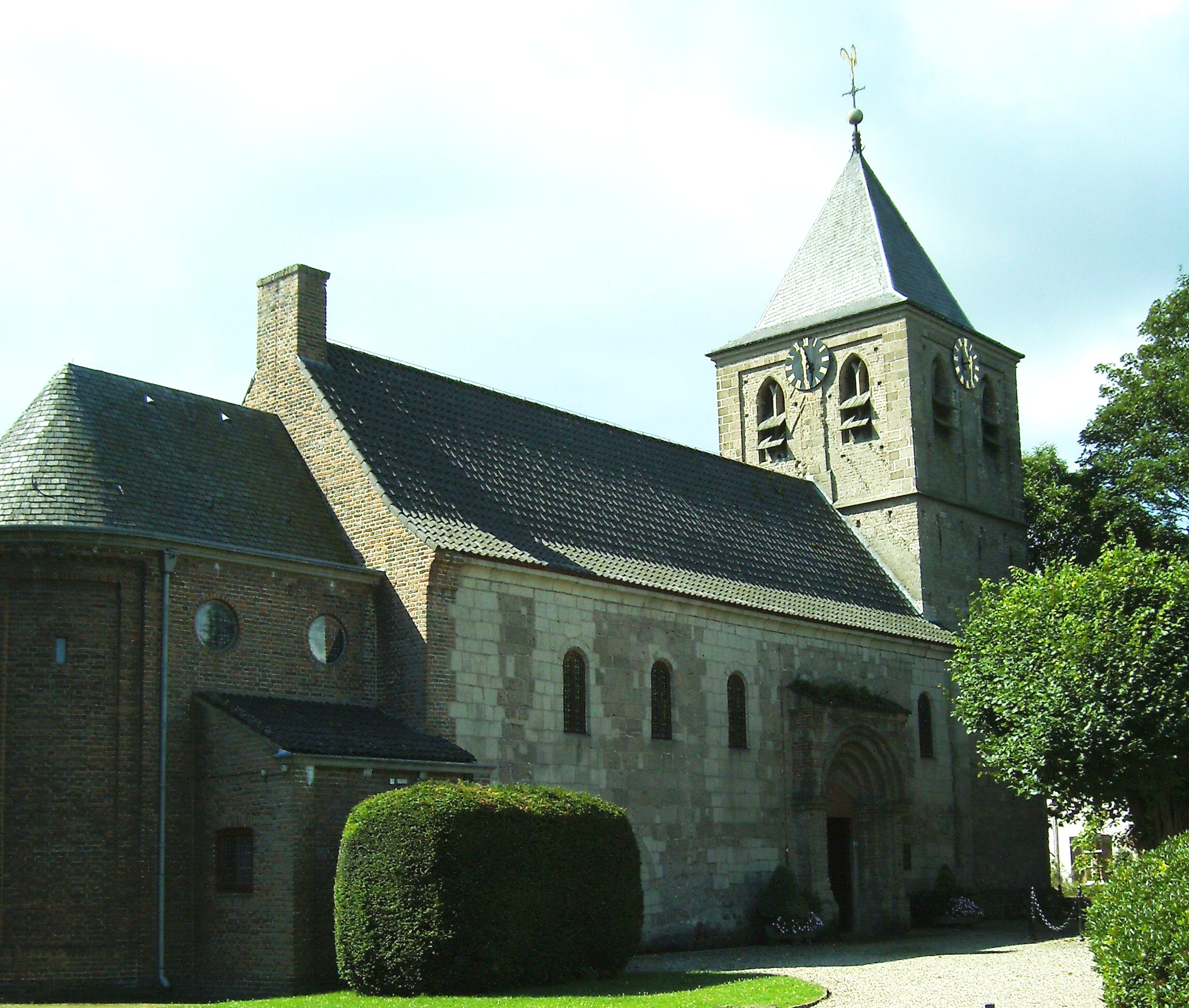
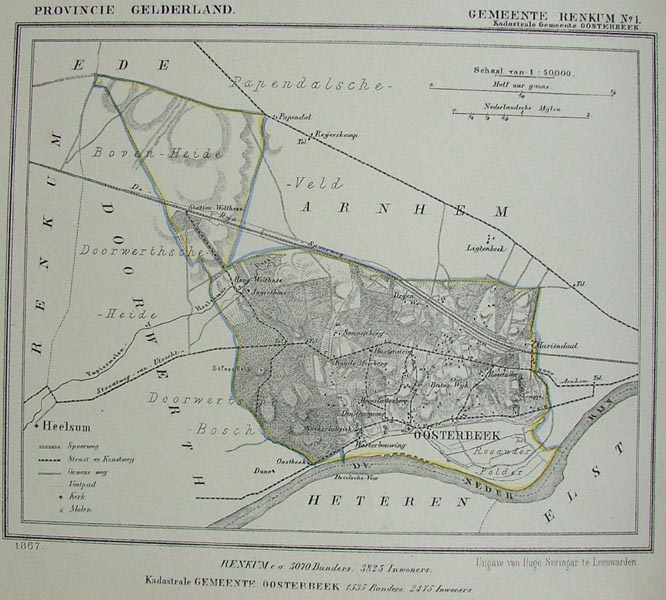
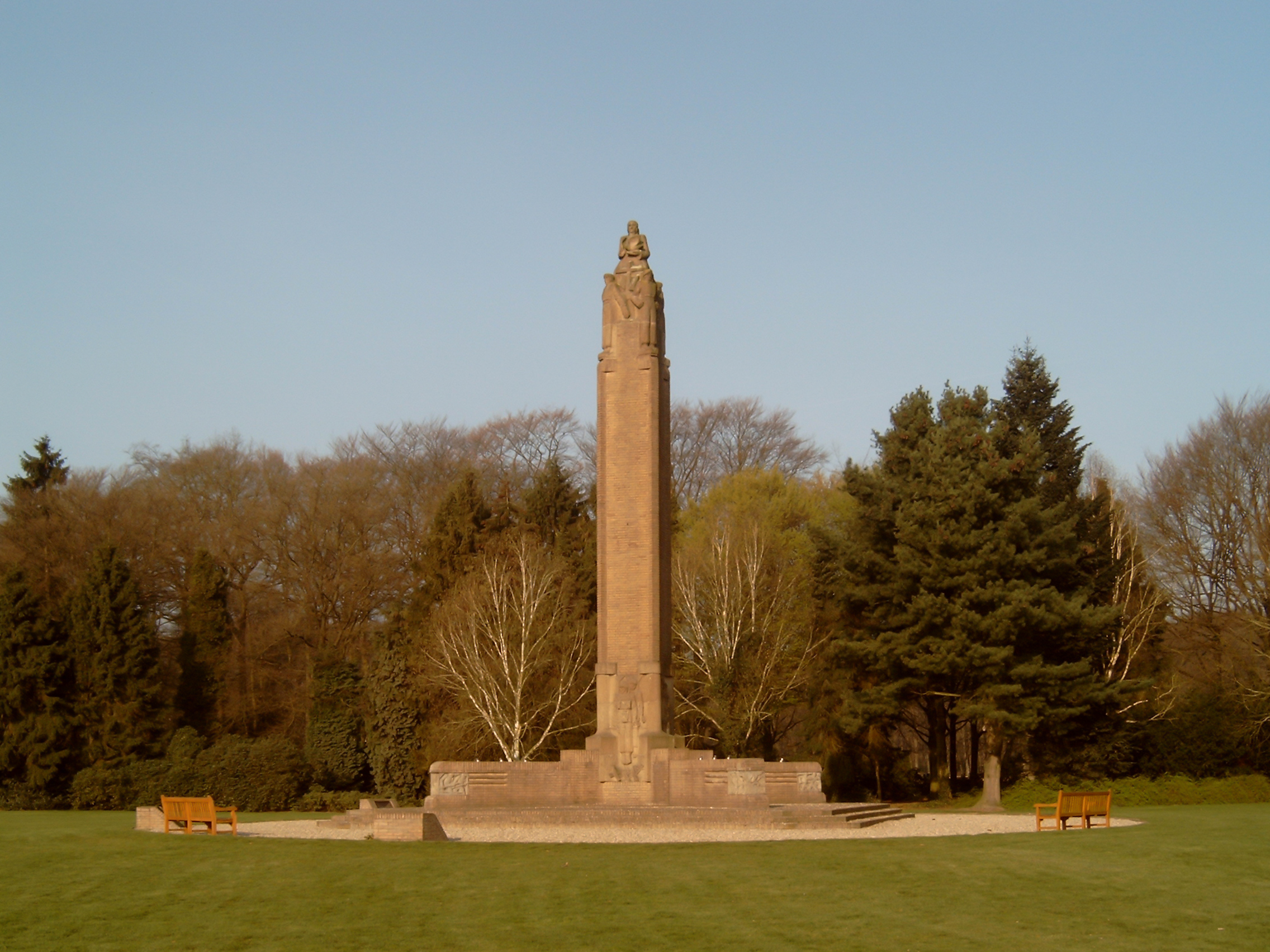
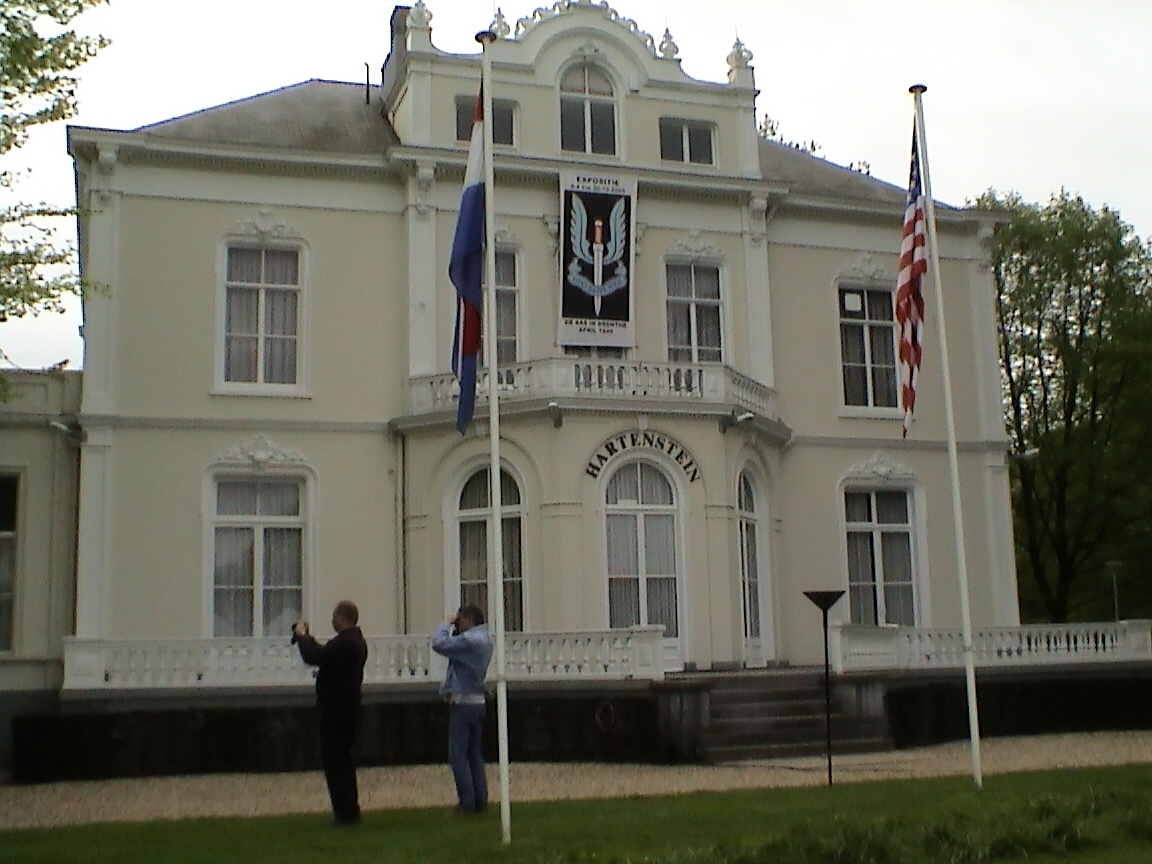

## خصوصیات
اوستربیک ۱۱٫۱۳۸ نفر جمعیت دارد.